# Dunkelflaute

Un dunkelflaute di tre giorni in Germania 2023 (vento in azzurro e solare in giallo)

Nel settore delle energie rinnovabili, un dunkelflaute (letteralmente "calma oscura", termine tedesco che descrive il verificarsi simultaneo di assenza di vento e oscurità, tipico in inverno) è un periodo di tempo in cui poca o nessuna energia può essere generata con l'energia eolica e solare, perché non c'è né vento né luce solare. In meteorologia, questo fenomeno è noto anche come oscurità anticiclonica.

## Meteorologia
A differenza di un tipico anticiclone, i dunkelflauten non sono associati a cieli sereni, ma a una copertura nuvolosa molto densa (0,7-0,9), costituita da strati, stratocumuli e nebbia. Va segnalato anche che non esiste una definizione quantitativa concordata di dunkelflaute.
Nel nord Europa, le dunkelflauten hanno origine da un sistema di alta pressione statico che provoca un vento estremamente debole combinato con tempo nuvoloso con nubi stratificate o stratocumuli. Ogni anno avvengono da 2 a 10 eventi dunkelflaute, prevalentemente tra ottobre a febbraio; in genere si verificano per un lasso di tempo variabile tra 50 e 150 ore all'anno, mentre un singolo evento dura solitamente fino a 24 ore.
In Giappone, invece, le dunkelflauten si verificano sia in estate che in inverno. Nel primo caso sono causate dai fronti stazionari all'inizio dell'estate e nelle stagioni delle piogge autunnali (chiamate rispettivamente Baiu e Akisame), mentre nel secondo caso sono causate dall'arrivo dei cicloni della costa meridionale.

## Effetti sulle energie rinnovabili
Questi periodi rappresentano un grosso problema per le infrastrutture energetiche se una quantità significativa di elettricità è generata da fonti di energia rinnovabile variabile (VRE), principalmente energia solare ed eolica.
Le dunkelflauten possono verificarsi simultaneamente in una regione molto ampia, ma sono meno correlate tra regioni geograficamente distanti, quindi gli schemi di reti elettriche multinazionali possono essere utili. Eventi che durano più di due giorni nella maggior parte d'Europa accadono circa una volta ogni cinque anni. Per garantire l’energia durante tali periodi si possono utilizzare fonti energetiche flessibili, l’energia può essere importata e la domanda può essere adeguata.
Per le fonti energetiche alternative, i paesi utilizzano i combustibili fossili (carbone, petrolio e gas naturale), l'energia idroelettrica o nucleare e, meno spesso, l'accumulo di energia per prevenire le interruzioni di corrente. Le soluzioni a lungo termine includono la progettazione di mercati dell’elettricità per incentivare l’energia pulita, disponibile quando necessario. Un gruppo di paesi sta lavorano insieme per risolvere il problema in modo pulito e a basse emissioni di carbonio entro il 2030, prendendo in considerazione anche la cattura e lo stoccaggio del carbonio e l’ economia dell’idrogeno come possibili parti della soluzione.